# Civitella Paganico
Civitella Paganico – miejscowość i gmina we Włoszech, w regionie Toskania, w prowincji Grosseto.
Według danych na rok 2004 gminę zamieszkiwały 3043 osoby, 15,8 os./km².